# 歐文·白璧德
歐文·白璧德（1865年8月2日—1933年7月15日）是美國知名學者和文學評論家。他因為參與新人文主義的創辦而著稱。從1910年到1930年之間，新人文主義曾深入影響美國文學評論界以及保守主義思想界。白璧德承襲马修·阿诺德的文学批評，而且持續批判浪漫主義，他的理念透過作品《盧梭論》呈現。在政治理想方面，他可以被稱為是亞里士多德與埃德蒙·伯克的追隨者。他宣揚古典人文主義，同時為基督教傳統辯證。他的人文主義豐富地涵蓋各種傳統道德與宗教思想。

## 生平
歐文·白璧德出生於美國俄亥俄州代頓，童年時期隨著家人四處搬遷。11歲以後，定居在辛辛那提附近的密德森威爾（Madisonville）。他於1885年進入哈佛学院就讀，1889年畢業，任教於蒙大拿學院。兩年後，前往法國索邦大學的高等研究應用學院留學一年。之後，他重回哈佛修習碩士，期間曾經選修梵文.
得到學位後，白璧德以古典文學學者（classical scholar）身份轉而前往威廉姆斯學院的羅曼語系任教。一年後（1894），獲得哈佛大學法文系的職缺。此後，他一直任教於哈佛，並且在1912年升等成為法國文學教授，並以開設的比較文學課程知名。
1890年代早期，他與保羅·埃爾默·莫爾一同擬定的規範，日後發展成為新人文主義核心信條。1895年他以何謂人文主義？為題的演說，開始攻擊盧梭。日後，他回想當時擔任古典文學教學期間，遭受當代文本與文獻學的拘束，是他不悅的經驗。他先发表具有特色的小型論文或短文，之後集結成書出版。1908年白璧德曾因作品《文學與美國的大學》名噪一時，該書也是集結已經問世的作品而成。
白璧德持續發表類似作品，他所貶損的對象往往來自他拿手的法國文學領域。他挑出法蘭西斯·培根的缺點，他也抨擊自然主義與功利主義。年復一年，他的對手日益增加，其中包括R·P·布萊克默、奥斯卡·嘉吉、海明威、哈罗德·拉斯基、辛克莱·刘易斯、H·L·門肯、施平格、艾伦·泰特和埃德蒙·威尔森等。以H·L·門肯為例，白璧德給他冠上「知性雜耍」（intellectual vaudeville）的標籤──這樣的批評容易引起後世同情。1921年白璧德獲選為美國人文與科學院院士。

## 影响
白璧德是作家T·S·艾略特就讀哈佛時期的老師，影響艾略特的早期階段。艾略特1926年文章〈白璧德的人文主義──民主與領導評論〉（The Humanism of Irving Babbitt, a review of Democracy and Leadership）已經顯得曖昧不明，其中透露白璧德的人文主義對於基督教義並沒有百分百接受，在面對宗教方面也有爭議處。
新人文主義活動的代表性人物，除了白璧德與莫爾之外，受到白璧德影響最深者包括愛爾略特(1883-1963),福斯特(1887-1972),法蘭傑偉馬特(1868-1953),謝福德(1889-1956)與謝爾曼(1881-1926)等。他們當中，謝爾曼最早離開。核心人物之一的福斯特，日後也被認為傾向新批評路線。
在新人文主義的外圍方面，溫脫斯與名著運動被認為從新人文主義取材。受到白璧德影響的美國學者包括米爾頓辛德斯（Milton Hindus）、羅素·柯克、普西、維雅克、理查德韋弗、克萊瑞恩，以及喬治威爾。這類型的關係可溯及白璧德與查默斯、沃爾特·李普曼、路易·梅西埃，以及奧·沃倫的相互影響，這些影響的來龍去脈難以說得清楚，不僅如此，白璧德也曾公開質疑輿論阿譽的價值。
1920年代是新人文主義的極盛階段，其間也曾受到讀書人雜誌若無似有的支持。1933年白璧德過世之後，新人文主義的流行地位迅速滑落，明顯地，現代主義與革新派取而代之影響了美國的知識、文化與政治生態。1940年代新人文主義的敵手聲稱新人文主義已經滅絕，但是白璧德的潛在影響依然存在，並且在80年代重回舞台，持續影響數十年。白璧德的姓名通常在討論文化保守主義的場合被提及。
白璧德的思想在1920年代到1940年代在中国享有很大的知名度，成为学衡派的思想来源之一。很多中国留学生都曾跟随白璧德学习。胡先骕翻译的《白璧德中西人文教育谈》（发表在《学衡》第三期，1922年）是第一篇将白璧德思想介绍到中国的文章。从1990年代开始，白璧德的思想在中国重新被提及，白璧德的著作也被系统性翻译到中国。
1960年哈佛大學成立「白璧德教授比較文學講座」（Irving Babbitt Professor of Comparative Literature），美國國家人文研究所則有持續進行的「白璧德計畫」(Irving Babbitt Project)。